# João Batista da Costa

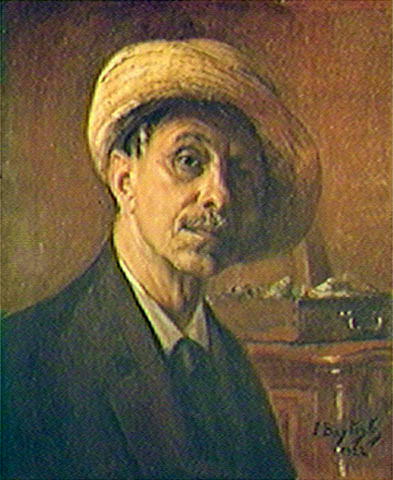
Autorretrato, óleo de 1922.

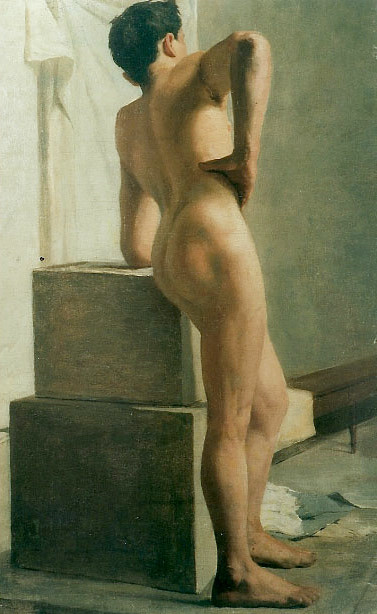

João Batista da Costa (Itaguaí, 24 de noviembre de 1865 — Río de Janeiro, 20 de abril de 1926) fue un pintor e ilustrador brasileño.
Hijo de Francisco José da Costa y Emília da Costa. Después de una infancia en la pobreza pasada en el Asilo de Meninos Desvalidos, en Río de Janeiro, Batista da Costa ingresó en 1885 en la Academia Imperial de Bellas Artes, con el apoyo de Barão de Mamoré, Ministro del Imperio.
En 1894 conquistó, con el cuadro Em repouso, el Prêmio de Viagem à Europa en la primera Exposición General de Bellas Artes del período republicano. Marchó en 1896 a París, donde estudió en la Académie Julian.
De vuelta a Brasil en 1898, expuso en la Casa Postal de Río de Janeiro, presentando su producción europea. En 1900, ganó la medalla de oro de segunda clase en la Exposición General de Bellas Artes y en 1904 la de primera clase con el cuadro Fim de jornada.
Se casó en Río de Janeiro el 23 de septiembre de 1905 con Noêmi Gonçalves Cruz, hermana del médico Osvaldo Cruz. Tuvieron cuatro hijos.
A partir de 1906, fue profesor en la Escuela Nacional de Bellas Artes de Río de Janeiro, institución que dirigió a partir de 1915 y donde trabajó hasta su muerte.